# John Kay (waterframe)
John Kay was een 18e-eeuwse Engelse klokkenmaker en uitvinder, die in 1769 het eerste waterframe voor Richard Arkwright vervaardigde: een belangrijk ontwerp in de opkomst van de textielindustrie aan de voet van de Industriële Revolutie. John Kay is naamgenoot maar geen familie van de Britse uitvinder John Kay (1704-1780), die in 1733 de schietspoel uitvond.

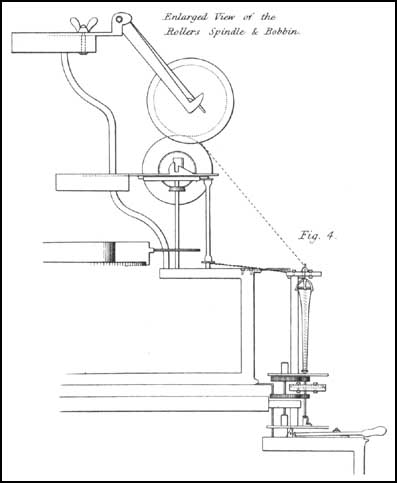
Patent van Lewis Paulus voor een spinmachine gebaseerd op rollen, 1758.

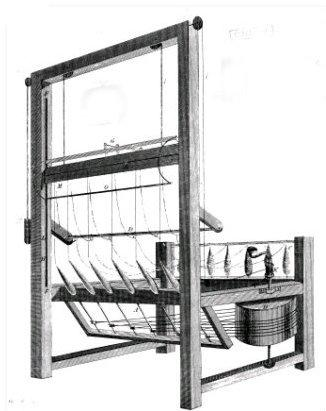
Spinning Jenny van Thomas Highs, rond 1780.

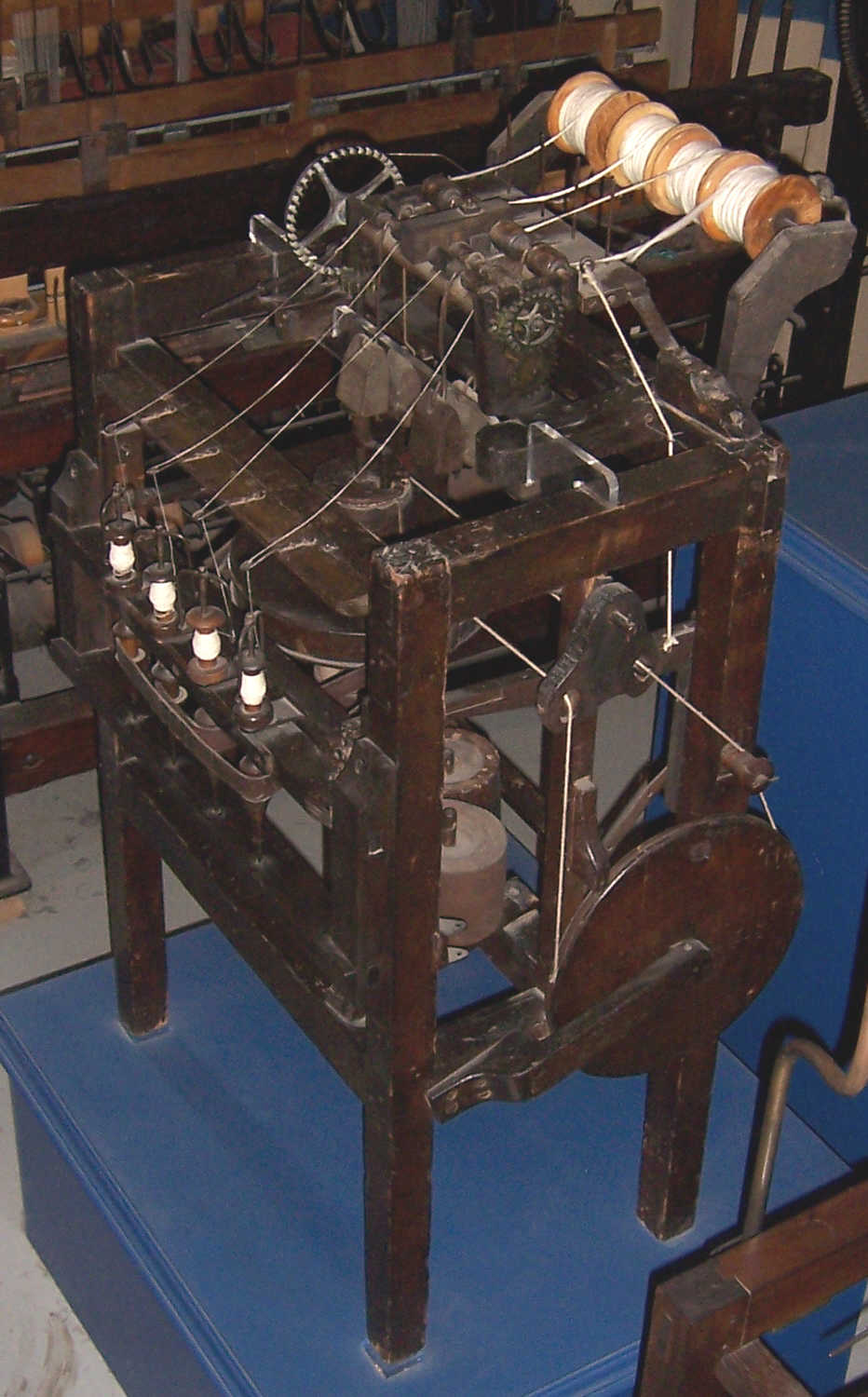
Een waterframe uit 1775.

John Kay was geboren in Warrington, maar veel meer biografische gegevens zijn over hem niet bekend. Zijn bekendheid komt mede door zijn betrokkenheid in de rechtszaken omtrent de patentrechten van de waterframe, waarin hij toegaf dat hij de ontwerpen van zijn buurman Thomas Highs en James Hargreaves zonder toestemming had overgenomen in opdracht van Arkwright.

## John Kay en Thomas Highs
In 1763 was Kay een getrouwde klokkenmaker in de plaats Leigh in het graafschap Greater Manchester. Zijn buurman, Thomas Highs, was een uitvinder, en samen werkten ze aan de ontwikkeling van textielmachines. De exacte bijdrage van beiden in de ontwikkeling van deze technologieën werd het onderwerp van een aantal controversiële rechtszaken. Een van de zaken die beide mannen onderzochten, was het spinnen van textiel met behulp van rollen.
In dit tijd in 1763 was het weven sterk geautomatiseerd, maar het spinnen werd nog steeds handmatig verricht met het spinnewiel. Onderzoek naar het gebruik van mechanische rollers om het handmatig spinnen te vervangen waren begonnen in de eerste helft van de 18e eeuw. Zo had Lewis Paul een eerste model ontwikkeld in 1738, maar deze benodigde verdere ontwikkeling om het rendabel te maken.
Hoewel Kay en Highs veel prototypes ontwierpen, werd hun jarenlange onderzoek beperkt door een gebrek aan kapitaal, waardoor ze niet in staat waren hun premature ontwerpen te perfectioneren.

## John Kay en Richard Arkwright
De pruikenmaker en ondernemer Richard Arkwright had in 1767 een beroep gedaan op Kay's vaardigheden als klokkenmaker om een constructie van messing wielen te maken, een zogenaamde perpetuum mobile. Zes maanden later was Kay terugverhuisd naar Warrington, waar Arkwright hem de opdracht gaf een op rollen gebaseerde spinmachine te maken. In datzelfde jaar leverde Kay aan Arkwright een model voor een machine, die de voorloper werd van de latere technologie.
In de latere rechtszaken omtrent de patenten rond 1780 werden verschillende voorstellingen van zaken gegeven, zoals dat Arkwright het ontwerp al voor ogen had voor hij Kay had ontmoet, dat Kay het idee had gestolen van Highs, of dat Kay zelf het idee had ontwikkeld en gebouwd.
Nadat Kay's prototype Arkwright had overtuigd van de haalbaarheid, verhuisden ze naar een besloten ruimte in Preston. Hier werkte Kay gedurende het jaar 1768 aan de verbetering van de technologie, waarbij hij beweerde aan de ontwikkelen van een lengtegraad-machine te werken. De geheimhouding en zoemende geluiden afkomstig van hun experimenten leidde tot beschuldigingen van hekserij. Hoewel Arkwright niet rijk was, nam hij Kay naar Preston als werknemer, waarbij Kay een verbintenis met Arkwright aanging, dat hij hem eenentwintig jaar zou dienen en hun methodes geheim zou houden.
In het opvolgende jaar verhuisden ze naar Nottingham, waar in 1769 de eerste werkende molen werd opgeleverd, die als machine gebruik kon worden. Arkwright patenteerde deze machine in 1769, waarbij hij geen melding maakten van de door Kay verrichte arbeid. Kay kwam pas op de hoogte van dit patent door een bevriende andere uitvinder, James Hargreaves. Kay meldde Hargreaves dat hij, Kay, de enige ware uitvinder was. Arkwright beschuldigde Kay van het lekken van het ontwerp aan Hargreaves, en hun samenwerking viel uiteen. Kay beschuldigde Arkwright op zijn beurt van het stelen van zijn gereedschapswerktuigen, waarop Arkwright een tegenaanklacht indiende. Uiteindelijk vluchtte Kay uit het huis van Arkwright in Nottingham, waar hij tot die tijd nog woonde, waarna hun breuk definitief was.

## Verdere ontwikkelingen

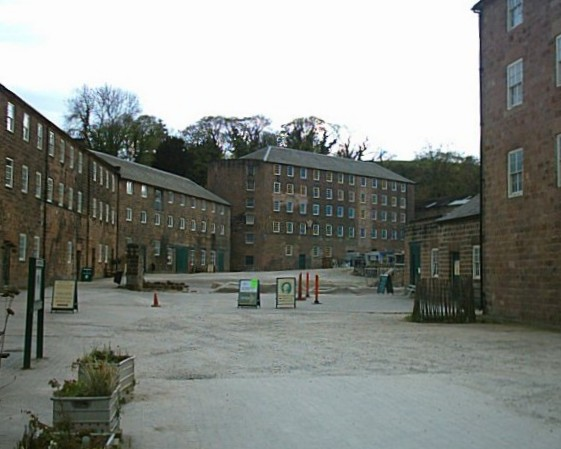
Binnenplaats van de Cromford Mill.

De oorspronkelijke spinnerij gebouwd in Nottingham in 1769 werd aangedreven door paardenkracht, wat dusdanig duur was dat het werk niet winstgevend was. Echter, het concept was wel bewezen, waardoor Arkright enige investeerders wist te ronselen, om een meer uitgebreide met waterkracht aangedreven fabriek neer te zetten. In deze fabriek, de Cromford Mill gebouwd in Cromford in 1771, werd de spinmachine economisch rendabel aangedreven door het water uit de rivier de Derwent. Door deze aandrijving door waterkracht werd de nieuwe machine het waterframe genoemd. Dit bracht een revolutie teweeg in de textielindustrie, waardoor Arkwright en zijn partners — maar Kay niet — zeer rijk werden.
In 1781 stapte Arkwright naar de rechter om zijn patentrechten tegen overtreders te laten gelden. Vier jaar later, in een langlopende rechtszaak, getuigden Highs, Kay en zijn vrouw Sarah allen, dat Arkwright High's uitvinding van de rollen had gestolen via tussenkomst van de heer Kay. Door zijn eigen getuigenis, en omdat hij zijn verbintenis met Arkwright had verbroken, werd het karakter en de waarheidsgetrouwheid van Kay in de rechtszaak zwaar in twijfel getrokken. Maar de rechter vond het niet van belang dat de juryleden al dan niet overtuigd waren van de diefstal van intellectuele eigendom. Hij instrueerde hen om Arkwrights patent nietig te verklaren (zelfs wanneer ze dachten dat hij wel de uitvinder van de machine was) als zij van mening waren dat de uitvinding niet nieuw genoeg was of dat Arkwright er in zijn patent geen adequate beschrijving van had gegeven. De jury oordeelde in het nadeel van Arkwright, wat werd gezien als een populaire uitspraak, maar de rechten werden nooit overgedragen aan Highs of Kay.

## Publicaties
- F. Espinasse (1874). "John Kay and James Hargreaves". In: Lancashire worthies. Volume 2. Edinburgh and London: Ballantyne.
- R.S. Fitton (1989). The Arkwrights: spinners of fortune. Manchester University Press.
- A.E. Musson en E. Robinson (1960). "The Origins of Engineering in Lancashire". In: De Journal of Economic History. Juni 1960.